# جیناردی (بازیکن فوتبال)
جیناردی (به پرتغالی: Jean Ferreira Narde) مدافع اهل برزیل است که در شهر فیرا دی سانتانا و در تاریخ ۱۸ نوامبر ۱۹۷۹ به دنیا آمده‌است.
جیناردی در تیم‌های فوتبال سائوپائولو سابقهٔ حضور دارد.